# نانوکامپوزیت گرافنی
ورقه‌های گرافن خالص با وجود ویژگی‌های عالی که دارد، کاربرد بسیار محدودی از آن‌ها دیده می‌شود؛ بنابراین جذابیت نانوکامپوزیت‌های گرافنی برای محققان بسیار افزایش می‌یابد. گرافن و نانوکامپوزیت‌های پایه گرافنی عامل دار شده با فلز، اکسیدهای فلزی، کالکوژن‌ها، کوانتوم دات و … خواص شیمیایی، نوری، الکترونی و مکانیکی منحصر به فرد دارد که می‌توانند بنیان و اساسی برای گسترش محدوده از مواد نانوساختار باشند.در دهه گذشته پیشرفت روبه رو رشدی در کاربردهای مختلف مانند ذخیره انرژی، محیط زیست، حسگرهای زیست پزشکی/ شیمیایی، دارورسانی و مهندسی بافت داشته‌است.

## معرفی
در این کامپوزیت‌ها وجود گرافن سبب می‌گردد که رسانایی و استحکام مواد توده ای (سه بعدی) افزایش یابد. به علاوه در این کامپوزیت‌ها می‌توان از گرافنی استفاده نمود که با روش‌های ارزان تری تولید شده‌است. به عنوان مثال لایه برداری از گرافیت یکی از روش‌های ارزان تولید گرافن است. گفتنی است که بسیاری از مواد هنگامی که به شکل توده ای هستند، نسبت به شکل تک لایه ای (دوبعدی) خود رفتار متفاوتی نشان می‌دهند. منشأ این اختلاف رفتار، نیروهای ضعیفی است که تعداد زیادی تک لایه را در کنار هم نگه می‌دارند و یک توده از آن ماده را ایجاد می‌کنند. از آنجا که تولید مواد به شکل تک لایه و در ابعاد بزرگ با چالش‌هایی همراه است و تقریباً غیرممکن می‌باشد، استفاده از شکل توده ای ماده می‌تواند راه ساده ای برای بهره‌گیری از خواص منحصر به فرد تک لایه‌ها باشد.
امروزه محققان توانسته‌اند با افزودن مقدار کمی گرافن به فلزات، پلیمرها و سرامیک‌ها، موادی چقرمه و سبک تولید کنند. معمولاً کامپوزیت‌ها نسبت به مواد توده ای خالص از رسانایی الکتریکی بیشتری برخوردار هستند و در مقابل حرارت نیز بیشتر مقاومت می‌کنند. پیش از گرافن، اکثر پژوهش‌های روی نانوکامپوزیت‌های پایه پلیمری تهیه شده از نانولوله‌های کربن با هدف استفاده از خواص مکانیکی، رسانایی الکتریکی و مقاومت در برابر حرارت بی نظیر نانولوله‌های کربن متمرکز بود. با این وجود همچنان مشکلاتی در راستای تهیه نانولوله‌های کربنی وجود دارد که باید رفع شوند تا کاربرد آن‌ها ارتقا یابد. یکی از این مشکلات، قیمت بالای این مواد است؛ گرافن جایگزین مناسبی برای تولید آن نانوکامپوزیت‌ها است. افزون براین، ایجاد گروه‌های عاملی روی سطح گرافن، سطح ویژه زیاد گرافن و قدرت بالای چسبندگی بین سطح مشترک گرافن و ماده منتخب، خواص نهایی نانوکامپوزیت را ارتقا می‌دهد.
در سال ۲۰۱۲ میلادی، محققانی از کشور آلمان عملکرد کامپوزیت لاستیک استایرن بوتادین/نانو صفحات گرافن را ارزیابی نمودند. سپس عملکرد این کامپوزیت، عملکرد کامپوزیت لاستیک استایرن بوتادین/نانو لوله‌های کربن و عملکرد کامپوزیت لاستیک استایرن بوتادین/گرافیت قابل انبساط را با یکدیگر مقایسه کردند. گفتنی است که لاستیک استایرن بوتادین یک نوع لاستیک خودرو می‌باشد. نانو صفحات گرافن خواص الکتریکی لاستیک استایرن بوتادین را افزایش داده بودند. به عبارت دیگر با افزودن نانو صفحات گرافن، مقاومت ویژه این لاستیک ۱۵٪ کاهش یافت. در حالیکه افزودن نانولوله‌های کربن چند دیواره مقاومت ویژه لاستیک را تنها ۵٪ کاهش داده بود. لازم است ذکر شود که مقاومت ویژه از مشخصات ماده اولیه است و کمتر به نمونه ساخته شده از آن مربوط می‌شود. برای آزمایش خواص مکانیکی کامپوزیت لاستیک استایرن بوتادین/نانو صفحات گرافن نیز از روش‌هایی نظیر آنچه در بالا گفته شد، استفاده گردید. نتایج آزمایش‌ها حاکی از آن بود که نانولوله‌های کربن چند دیواره بیشتر از نانو صفحات گرافن، استحکام کششی لاستیک استایرن بوتادین را افزایش می‌دهند. زیرا نانولوله‌های مذکور در غلظت پایین نیز به صورت شبکه در می‌آیند. البته عملکرد نانو صفحات گرافن نیز خوب بود. اگرچه نانولوله‌های کربن چند دیواره در کامپوزیت‌های لاستیک استایرن بوتادین از خود عملکرد بهتری نشان می‌دهند، اما برای تولید انبوه این لاستیک‌ها استفاده از نانو صفحات گرافن مقرون به صرفه تر است.
هدف از ساخت نانوکامپوزیت‌های پایه گرافنی با پلیمر پراکندگی کافی، یکنواخت و همگن گرافن در زمینه است تا خواصی مانند خواص مکانیکی بهبود یابد. لازمه تحقق این هدف درفصل مشترک گرافن با پلیمر مورد نظر و ضریب شکل پرکننده کامپوزیت نهفته‌است. گرافن به کار رفته برای ساخت نانوکامپوزیت‌ها به صورت پولک یا فیلم‌های پیوسته‌است. درصورتی که از گرافن پولکی استفاده شود لازم است تا پولک‌ها به اندازه میکرون باشند و اگر از نوع فیلم استفاده می‌شود بهتر است در ابعاد میلی‌متر باشد.

نانوکامپوزیت گرافن

برای تولید کامپوزیت با فیلر گرافنی از روش اختلاط محلول‌ها، اختلاط مذاب یا پلیمریزاسیون درجا استفاده می‌شود. عواملی که در در انتخاب گرافن مؤثر است شامل موارد زیر است:
- خواص، شکل یا مورفولوژی محصول گرافنی مورد نظر
- کیفیت و کاربرد مواد گرافنی
- مقیاس تولید گرافن از نوع آزمایشگاهی تا صنعتی
- پایداری گرافن و قابلیت کنترل فرایند تولید گرافن.[۲]

با توجه به موارد فوق استفاده از روش تورق گرافیت، تورق یا احیای اکسید گرافیت یا روش CVD برای تولید گرافن در ساخت این نوع کامپوزیت کاربردی است.

## روش‌های ساخت نانوکامپوزیت‌های پایه گرافنی با پلیمر
شیوه انتخاب روش‌های تولید این نانوکامپوزیت‌ها براساس وزن مولکولی، قطبش مولکول‌ها، آبگریزی و نوع گروه‌های واکنشی است. روش‌های ساخت کامپوزیت‌های پایه گرافنی با پلیمر عبارتند از:
- ترکیب محلول‌ها
- پلیمرسازی درجا
- اختلاط مذاب
- روش اختلاط با فراورش مذاب[۳]
- اجتماع لایه به لایه.[۲]

### روش ترکیب محلول‌ها
در این روش پلیمر مورد نظر با حلال موافقش به شکل محلول آماده می‌شود و با سوسپانسیون گرافنی به روش ساده، برشی یا با استفاده از فراصوت مخلوط می‌شود. سپس مخلوط مورد نظر در یک قالب ریخته می‌شود تا حلال آن حذف شود. برای حذف حلال مخلوط از افزودن حلال دیگری استفاده می‌شود که با جایگزینی سبب رسوب گذاری ناگهانی در پلیمر شود. در این حالت مولکول‌های پلیمر به صورت کپسول در می‌آیند و هر ذره گرافنی در این کپسول‌ها قرار می‌گیرند؛ بنابراین پولک‌های گرافنی به‌طور یکنواخت در زمینه پراکنده می‌شوند.
ممکن است هنگام حذف حلال از مخلوط، ذرات تقویت‌کننده ری اگریگیت شوند که این امر مانع از پراکندگی یکنواخت ذرات در زمینه می‌شود. معمولاً حذف کامل حلال‌ها از محصول نهایی بسیار دشوار است. از طرفی حلال‌های به کار رفته برای رسوب گذاری پلیمر، اغلب سمی هستند. در مجموع این روش آسان است و به سرعت به نتیجه می‌رسد.

### روشپلیمرسازیدرجا
در این روش پولک‌های گرافن با منومرها یا پیش پلیمرها مخلوط می‌شوند. سپس در اثر یک واکنش شیمیایی میان این دو پلیمرسازی صورت می‌گیرد و همزمان پولک‌های گرافن در زمینه به‌طور یکنواخت پراکنده می‌شوند. این واکنش شیمیایی سبب می‌شود که بین گرافن و پلیمر مورد نظر پیوند شیمیایی برقرار شود. ممکن است در این حالت گرافن عامل دار شود، اما این اتفاق همیشه رخ نمی‌دهد. برقراری پیوند میان گرافن و پلیمر سبب می‌شود تا دو جز تقویت‌کننده و زمینه برای تشکیل کامپوزیت سازگاری بیشتری با هم داشته باشند.
حین فرایند پلیمرسازی ممکن است ویسکوزیته مخلوط افزایش یابد. در این صورت چنانچه کامپوزیت ساخته شده تحت بارگذاری قرار بگیرد، به راحتی شکسته می‌شود و فرآوری این کامپوزیت محدودتر خواهد شد. عامل دار شدن گرافن حین پلیمرسازی سبب تقویت فصل مشترک تقویت‌کننده با زمینه خواهد شد؛ بنابراین با بارگذاری کامپوزیت، نیرو به راحتی به تقویت‌کننده منتقل می‌شود و مدول یانگ و استحکام کششی نمونه نسبت به حالتی که فاقد تقویت‌کننده است افزایش چشمگیری می‌یابد. به‌طور کلی با این روش تولید کامپوزیت از پلیمر با وزن مولکولی بالا در یک مرحله جهت بهبود خواص تنها با استفاده از دو واکنش دهنده (منومر و گرافن) از مزایای قابل ملاحظه این روش خواهد بود.

### روش اختلاط مذاب
در این روش یک پلیمر در دمای بالا ذوب می‌شود و پولک‌های گرافن که به شکل پودر آماده شده‌اند با استفاده از اکسترودر در زمینه قرار می‌گیرند. حلزون اکسترودر مورد استفاده در این روش می‌تواند از نوع یگانه، دوگانه، سه‌گانه یا حتی چهارگانه باشد. این روش در صنعت برای تولید نانوکامپوزیت‌های ترموپلاستیک و خصوصاً نانوکامپوزیت‌های پایه گرافنی استفاده می‌شود.
از جمله متغیرهایی که در این فرایند مؤثر هستند درجه پراکندگی گرافن در زمینه است. همچنین دمای فرایند حین اختلاط باید کنترل شود زیرا دمای بالا می‌تواند پلیمر را تخریب کند. نیروی برشی که اکسترودر به نمونه وارد می‌کند در اختلاط پلیمر با پولک‌های گرافن مؤثر است. در صورتی که این نیروی برشی از مقدار مجازش بیشتر باشد ورقه‌های گرافنی خم می‌شوند یا ممکن است بشکنند. چنانچه هر یک از این متغیرها کنترل نشوند خواص کامپوزیت مورد نظر به شدت افت می‌کند. به‌طور کلی پراکندگی گرافن در زمینه با این روش نسبت به روش ترکیب محلول‌ها و روش پلیمرسازی درجا غیریکنواخت تر است، بنابراین خواص کامپوزیت ساخته شده با این روش ضعیف تر از دو روش مذکور است.

### روش اختلاط با فراورش مذاب
اختلاط نانوذره و فاز زمینه پلیمری به روش اختلاط مذاب از نظر تجاری بیشتر از دو روش دیگر مورد توجه پژوهشگران و صنعتگران قرار دارد. زیرا دو روش دیگر در عین سادگی، تنوع
کمتری در انتخاب نوع پلیمر دارند. همچنین، مشکلات زیست‌محیطی فراوانی را به دنبال دارند. در این روش، گرافن اصلاح شده با عوامل شیمیایی به پلیمر سازنده فاز زمینه در حالت مذاب با کی اکسترودر دوپیچی و پارامترهایی همچون سرعت چرخش پیچ، دما و زمان وارد می‌شود. پلیی‌ورتان، پلی پروپیلن هم آرایش، پلی (استیرن- آکریلونیتریل)، پلی آمید ۶ و پلی کربنات از جمله پلیمرهای گرمانرمی بوده‌اند که به وفور برای تهیه نانوکامپوزیت‌های پلیمری-گرافن به روش اختلاط مذاب مورد استفاده شده‌اند.
مشکل اساسی در این روش، چگالی کم گرافن است که خوراک دهی آن را به اکسترودر با مشکل مواجه می‌سازد.

### اجتماع لایه به لایه
در این روش نانو مواد گوناگون با مواد دیگر ترکیب می‌شوند و فیلم‌های کامپوزیتی تولید می‌کنند. این فیلم‌ها چند لایه و با ضخامت مشخصی هستند. با استفاده از جایگزینی فازهای آنیونی و کاتیونی در زیر لایه ایجاد می‌شوند. با تنظیم ترتیب رسوب کردن مواد به کار رفته می‌شود مواد عاملی جدید ایجاد کنیم. عواملی که در این روش ساخت کامپوزیت مؤثر هستند شامل دما، pH، قدرت یونی، پلی الکترولیت واقعی و عوامل مؤثر بر واکنش و نوع گرافن یا اکسید گرافن سازنده فیلم‌ها است. عواملی که بر واکنش میان تقویت‌کننده و زمینه صورت می‌گیرد تا کامپوزیت ایجاد شود عبارتند از: نوع پیوندهای شیمیایی که می‌تواند هیدروژنی، کووالانسی یا الکترواستاتیک باشد و انتقال بار الکتریکی است. فیلم‌های چند لایه گرافنی ممکن است دوبعدی یا حتی سه بعدی باشد. روی صفحات اصلی اکسید گرافن به کارگرفته شده گروه‌های اپوک سی یا هیدروکسیل وجود دارد. همچنین می‌توان از اکسید گرافنی استفاده کرد که در لبه‌هایش کربوکسیل‌ها یا کربونیل‌ها وجود دارد. وجود این گروه‌های عاملی روی صفات و لبه‌های اکسید گرافن به افزایش واکنش‌های الکترواستاتیک و پیوندهای هیدروژنی حین ساخت کامپوزیت به روش اجتماع لایه به لایه کمک می‌کند.

## خواص نانوکامپوزیت‌های پایه گرافنی با پلیمر
ساخت کامپوزیت گرافنی با پلیمر سبب بهبود خواص الکتریکی، حرارتی و مکانیکی می‌شود. نانوورقه‌های گرافنی به عنوان یک مدل دو بعدی برای آرایش پلیمرها استفاده می‌شوند که سبب می‌شود قابلیت حلالیت پلیمر افزایش یابد. با ساخت کامپوزیت‌های پایه گرافنی با پلیمر به روش اجتماع لایه به لایه مدول یانگ کامپوزیت نسبت به مدول یانگ پلیمر خالص افزایش دو برابری دارد و سختی کامپوزیت در ابعاد نانومتری افزایش می‌یابد. این دو تغییر در خواص مکانیکی ماده به دلیل کاهش عمق نفوذ فیلم‌های گرافنی در پلیمر است و روش ساخت اجتماع لایه به لایه به جهت‌گیری اکسیدهای گرافن کمک می‌کند.

### خواص مکانیکی
همانند نانو کامپوزیت‌های تهیه شده با سایر نانو افزایه‌ها، خواص مکانیکی به غلظت نحوه توزیع نانو افزایه و… بستگی دارد. اگرچه گرافن خالص بالاترین استحکام تئوری را دارد ولی وجود گروه‌های عاملی بر روی سطح اسید گرافن این مزیت را دارد که میزان پراکنش اکسید گرافن را در حلال‌های قطبی و آب افزایش می‌دهد. بهبود برهمکنش اکسید گرافن با پلیمر، پراکنش در سطح مولکولی را تسهیل می‌کند و برهمکنش بین سطحی را تقویت می‌کند که منجر به خواص مکانیکی بهتر می‌شود. تحقیقات در زمینه کامپوزیت‌های بر پایه گرافن عمدتاً بر روی بهبود مدول و استحکام مکانیکی با استفاده از گرافن به عنوان تقویت‌کننده متمرکز می‌باشد. وجود گروه‌های عاملی بر روی سطح اکسید گرافن این مزیت را دارد که میزان پراکنش اکسید گرافن با پلیمر، پراکنش در سطح مولکولی را تسهیل می‌کند و برهمکنش بین سطحی را تقویت می‌کند که منجر به بهبود خواص مکانیکی می‌شود. خواص مکانیکی بالاتر کامپوزیت‌های گرافنی در مقایسه با نانو افزایه و ماتریس پلیمری به واسطه سطوح چین خورده گرافن است.

### خواص الکتریکی
وقتی از گرافن به عنوان نانو افزایه در ماتریس پلیمری عایق استفاده می‌شود ممکن است رسانایی الکتریکی کامپوزیت را به میزان زیادی تقویت کند. برای این که یک نانو کامپوزیت با یک ماتریس عایق رسانای الکتریکی باشد غلظت نانو افزایه رسانا باید بیش از آستانهٔ نفوذ الکتریکی باشد. افزایش رسانایی تابع از میزان بارگذاری نانو افزایه است. رسانایی می‌تواند از طریق تونل زدن بین لایهٔ پلیمری نازک محصورکننده ذرات نانو افزایه رخ دهد یا این مقاومت تونل زدن می‌تواند فاکتور محدودکننده در رسانایی کامپوزیت باشد. عوامل مختلفی بر رسانایی الکتریکی و آستانهٔ نفوذ در این کامپوزیت‌ها تأثیرگذار است. از جمله این عوامل می‌توان به تجمع نانو افزایه‌ها، وجود گروه‌های عاملی بر روی صفحات گرافن، غلظت نانو افزایه‌ها، اتصال بین لایه‌های گرافن، توزیع در داخل ماتریس، چین و تاخوردگی صفحات گرافنی و … می‌باشد.

### رسانایی حرارتی
با وجود رسانایی حرارتی بالای صفحات گرافن، تقویت و رسانایی حرارتی نانو کامپوزیت‌ها مشابه رسانایی الکتریکی نیست زیرا نسبت رسانایی حرارتی گرافن به پلیمر تقریباً هفت برابر است. در حالی که نسبت رسانایی الکتریکی گرافن به پلیمر سیزده برابر است. رسانایی حرارتی این کامپوزیت‌ها تحت تأثیر عواملی مانند جهت‌گیری، پراکنش نانو صفحات گرافن و نسبت سطح به حجم است.

### خواص سد کنندگی
گرافن با برخورداری از ساختار دو بعدی و مسطح به عنوان یک گزینه مناسب جهت بهبود خواص سدکنندگی در پوشش‌های نانو کامپوزیتی به کار می‌رود که که کاربرد گسترده‌ای در صنایع غذایی و دارویی دارد.
با افزودن ورقه‌های گرافن به پلیمر، حلالیت گازها در پلیمربه علت عدم نفوذ و حلالیت گاز در ورقه هاست. در واقع ورقه‌ها با ایجاد مسیری پیچاپیچ و با پرکردن جاهای خالی در پلیمر اولیه به شکل مانعی برای نفوذ نفوذ مولکول‌های گاز عمل می‌کند.

## کاربرد نانوکامپوزیت‌های پایه گرافنی با پلیمر
کامپوزیت‌های پایه گرافنی کاربردهای گسترده‌ای در زمینه‌های الکترونیک، زیست پزشکی ایدز، غشاها، حسگرهای پوشیدنی منعطف و محرک‌ها دارند. کامپوزیت‌هایی که به صورت فیلم‌های پلیمری تهیه شده‌اند و حاوی گرافن‌های لایه ای بودند، اغلب در فتوولتائیک و غشاهای مقاوم به نیرو استفاده می‌شوند. کامپوزیت‌هایی که به روش اجتماع لایه به لایه تولید می‌شوند اغلب در باتری‌های لیتیمی، غشاها، آندها، ترانزیستورهایی که اثر زمینه ای دارند و ابرخازن‌ها به کار می‌رود. بزرگترین مشکلی که محصولات کامپوزیتی یا پلیمری با آن مواجه هستند، وجود بار ساکن بر روی سطح آن هاست. به عنوان مثال، کفپوش‌های اپوکسی از محبوبیت و استفاده بالایی برخوردارند، اما به دلیل تجمع بارهای ساکن روی سطح این کفپوش، ممکن است سبب ایجاد جرقه و آتش‌سوزی شوند.
به طرز مشابه، تولید الکتریسیته ساکن در پره‌های توربین‌های بادی، می‌تواند سبب آسیب رساندن به ژنراتورها و سیم کشی‌ها شود.
ایجاد بار ساکن، پدیده ساده ای است که هر روز با آن مواجهیم و در عین حال به سادگی از کنار آن می‌گذریم، اما در عین حال ممکن است پیامدهای جدی را به دنبال داشته باشد.
با این حال حل مشکل الکتریسیته ساکن به راحتی امکان‌پذیر است: افزودن نانوگرافن به کف پوش اپوکسی یا رزین‌های پلی استر به میزان ۰٫۵ تا ۱٫۵ درصد وزنی باعث ایجاد کامپوزیت‌ها و رزین‌هایی با خصوصیت آنتی استاتیک می‌شود.
از سوی دیگر، استفاده از کامپوزیت‌ها و پلیمرها به قدرت و ماندگاری آن‌ها نیز بستگی دارد. استفاده از نانوگرافن در پلیمرها سبب جلب توجه قابل ملاحظه ای در صنایع اتوموبیل، هوافضا و کشتی سازی و قایق سازی شده‌است.
افزودن فقط چند صدم درصد از این ماده به کامپوزیت‌ها و پلیمرها باعث تقویت استحکام از ۹۰ تا ۱۰۰ درصد می‌شود.
به لحاظ علمی می‌توان با افزودن مقادیری گرافن به پلیمرها، آن‌ها را هادی الکتریسته نمود. هم‌اکنون گرافن در پلی استایرن، پلی اتیلن، پلی پروپیلن و گستره وسیعی از محصولات الکتریکی نظیر پریز، سوکت، سوئیچ‌های مختلف، آلارم‌ها، قطع کننده‌های مدار و غیره مورد استفاده قرار می‌گیرد.
به علاوه از پلیمرهای هادی شده به وسیلهٔ گرافن در ساخت لایه‌های محافظ کابل‌های الکتریسیته نیز استفاده می‌شود. نکته حائز اهمیت این است که گرافن را می‌توان در خطوط تولید مختلفی مورد استفاده قرار داد بدون اینکه نیاز باشد تغییری در فرایند تولید رخ دهد. در عین حال این کار منجر به دستیابی به رزین‌ها و پلیمرهای مختلفی می‌گردد که هم از حیث کیفیت و هم هزینه از مزایای قابل ملاحظه ای برخوردارند.
کاربردهای دیگر آن عبارت اند از:
- بهبود رسانایی الکتریکی

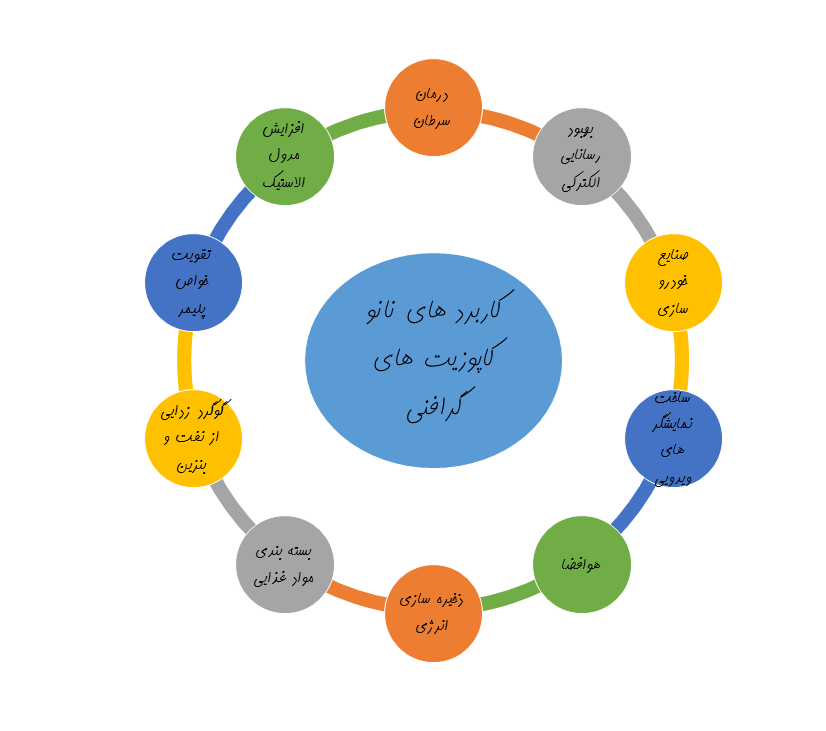
کاربرد نانو کامپوزیت‌های پایه گرافنی

- افزایش مدول الاستیک و استحکام کششی
- پایداری حرارتی و هدایت حرارتی بالا و کاهش نفوذپذیری
- صنایع خودروسازی، هوافضا، کاربردهای الکترونیک و مدیریت انرژی
- صنایع بسته‌بندی مواد غذایی، لوازم پزشکی و الکترونیک[۷]

به دلیل نفوذپذیری پایین نسبت به اکسیژن، نیتروژن، رطوبت و دی اکسیدکربن پیدا کرده‌اند در صنایع بسته‌بندی مواد غذایی، لوازم پزشکی و الکترونیک کاربرد دارد.
- ذخیره‌سازی انرژی
- پلیمرهای رسانای الکتریسیته
- پوشش‌های آنتی استاتیک و حفاظ‌های الکترومغناطیسی[۸][۹]
- ساخت نمایشگرهای ویدیویی، صفحات لمسی[۱۰]
- تقویت خواص پلیمر:

بهبود خواص مکان کیی ماتریس‌های پلیمری، استفاده از این مواد را در صنایع مرتبط با حمل و نقل میسر می‌سازد، ب هویژه در خودروهای پیشرفته، که مقاومت مکان کیی زیاد، وزن کم و خواص زیستی مناسب برای مصرف سوخت به صرفه مورد نیاز است.
- تقویت‌های کاربردی:

رسانایی زیاد و نسبت طول به عرض ذاتی گرافن، دستیابی به آستانه تراوایی الکتر یکی را در کسر وزنی‌های کمتر در مقایسه با دوده و نانو لوله‌های کربنی چنددیواره ممکن ساخته‌است این رسانایی کاربرد نانوکامپوزیت‌های پلیمرهای رسانا را از حسگرها تا موادی با قابلیت تخلیه الکتروستاتکیی و مواد محافظ و مداخله گر امواج الکترومغناطیسی و الکترودها گسترش می‌دهد.
- گوگردزدایی از نفت و بنزین[۱۲]
- درمان سرطان

اخیراً گرافن و نانوکامپوزیت‌های آن به صورت گسترده در پزشکی برای تحویل دارو/ ژن، درمان سرطان، مهندسی بافت و زیست حسگرها بکار گرفته می‌شوند. گرافن و مشتقات آن (GO و rGO) مواد بسیاری عالی برای استفاده در پزشکی هستند. تا به امروز چندین نانوکامپوزیت پایه گرافنی ساخته شده و با موفقیت برای تشخیص و درمان سرطان بکار رفته‌اند. این کامپوزیت‌ها می‌توانند عموماً بر پایهٔ گروه‌های عملگر متصل شده طبقه‌بندی شوند که این طبقه‌بندی شامل پلیمرها (PEG, Tween 80، PVA و …)، مواد آلی (اسید فولیک)، نانو لوله‌های کربنی (SWCNTs)، زیست مواد (DNA, RNA، پلاسمید و …)، ساختارهای غیرآلی (فلزات و اکسید فلزات)، و هیبریدهای آلی – غیرآلی (کیتوسان، هیبرید مغناطیسی). گزارش شده‌است، این کامپوزیت‌ها در محدوده گسترده ای از کاربردهای سرطانی شامل: زیست حسگرهای تشخیص دهنده، تحویل ژن/ دارو، فوتوتراپی و تفکیک سلول بنیادی موفق بوده‌اند. در اینجا گرافن و مشتقات آن (GO) در کاربردهای نام برده شده داوطلب است، به دلیل داشتن طبیعت آبدوست و آبگریز به صورت همزمان که پایداری در سلول‌های زنده را فراهم می‌کند و به دلیل داشتن سطح ویژه بالا سیگنال دارو/ پروب محموله دریافتی را بزرگنمایی می‌کند. همه این عوامل عملکرد دارو و حس را بر گرافن افزایش داده‌است. در کاربردهای تشخیصی، زیست حسگرهای بر پایهٔ گرافن به دلیل تشخیص دقیق و حساس بسیار جذاب هستند و برای جلوگیری از پیشرفت تهاجمی سرطان در اولویت هستند. عکس بردار بودن و سمیّت کمتر از رنگ‌های فلوئورسنت معمولی، کامپوزیت‌های بر پایهٔ گرافن برای روش‌های مختلف عکسبرداری شامل عکس‌های نوری، سونوگرافی، (US), MRI و CT مناسب هستند. نشان داده شده‌است که کامپوزیت PEG-GO به شدت در محدوده نزدیک امواج رادیویی (NIR) فوتولومینسانس نشان می‌دهد که این پایهٔ پروب NIR برای روش تصویربرداری سرطان است. امروزه کامپوزیت‌های پایه گرافنی برای ساخت زیست حسگرها یک گزینه مفید و سودمند هستند. ظرفیت بالای بارگذاری (بالاتر از ۲۰۰٪)، حلالیت دارو، رهایش کنترل شده، زیست سازگاری و فرار از سیستم ایمنی بدن (RES) خصوصیات انتقال دهنده‌های هوشمند بر پایه گرافن است که ممکن است بهتر از دارو یا انتقال دهنده‌های معمولی باشند. عناصر فلزی نجیب دارای خواص نوری منحصربفردی هستند که به رزونانس پلاسمون سطحی (SPR) آن‌ها مربوط است و خصوصیات تابشی و غیر تابشی آن‌ها را بهبود می‌دهد.
La و همکارانش پروتئین-۲ مورفوژن استخوانی را بر زیرلایه Ti پوشش دهی شده با لایه‌های با بار مثبت GO-NH3+ و بار منفی GO-COO- با بازده بالای بارگذاری و حفظ زیست فعالی، بارگذاری کردند. همچنین بررسی‌های پزشکی در موش شکل‌گیری قوی تر استخوان جدیدی را با کاشتنی‌های Ti-GO-BMP2 در مقایسه با کاشتنی‌های Ti یا Ti-GO یا Ti-BMP2 نشان داد که این باعث ساخت کامپوزیت جدید با انتقال دهندگی بسیار مؤثر برای درمان توسط تحویل دارو شد.
نانوکامپوزیت گرافن – طلا، در خصوص در حوزه سرطان، در بخش‌های آشکارسازی و تشخیص سرطان به وسیلهٔ زیست حسگرها و درمان آن توسط تحویل دارو، فوتوتراپی و ترکیبی از این دو کاربرد دارند. نانوذرات طلا تصویربرداری الکترومغناطیسی شامل فلوئورسنت و SERS را بهبود می‌دهند (عناصر فلزی نجیب دارای خواص نوری منحصربفردی هستند که به رزونانس پلاسمون سطحی (SPR) آن‌ها مربوط است و خصوصیات تابشی و غیر تابشی آن‌ها را بهبود می‌دهد). آسانی ساخت، اصلاح و همچنین زیست سازگاری نانوذرات طلا همراه با پایداری در برابر اکسید شدن این ذرات، غلبه بر محدودیت‌ها و بالابردن قدرت تشخیص سرطان و درمان آن‌ها را بخش عملگر گرافن یا اکسیدگرافن نامیدند.